# Sudo

Comanda UNIX sudo (substitute user do) permite rularea unor comenzi cu privilegiile de acces ale unui alt utilizator, de obicei root. Implicit, sudo îi cere utilizatorului parola, însă poate fi configurat să o ceară o singură dată sau să nu ceară deloc. În unele sisteme precum Ubuntu sau Mac OSX, prin sudo se elimină total necesitatea utilizatorului root, toate operațiile de administrare se fac din utilizatorul normal cu ajutorul sudo.
Programul a fost scris de Bob Coggeshall și Cliff Spencer în 1980 la Department of Computer Science, SUNY/Buffalo, USA. Versiunea curentă este dezvoltată activ în cadrul proicetului OpenBSD de Todd C Miller și este distribuită sub o licență BSD.

## Sintaxă
```
sudo [opțiuni]
```

Dintre opțiunile cele mai des folosite amintim:
-b - comanda este rulată în background
-E - este folosit environmentul utilizatorului curent
-g - grupul de utilizatori este specificat
-n - noninteractiv, utilizatorul nu este întrebat de parolă
-s - execută un shell
-u - utilizatorul este specificat
sudo folosește parola utilizatorului curent, și nu parola utilizatorului nou. Lista utilizatorilor care pot invoca sudo se găsește în fișierul /etc/sudoers. Fișierul poate fi editat cu ajutorul comenzii visudo.
Există o serie de interfețe grafice pentru sudo, precum kdesudo (KDE) și gksudo (Gnome).

## Exemple
Un exemplu când accesul sudo nu este permis:
```
snorri@rimu:~$ sudo emacs /etc/resolv.conf

 We assume you have received the usual lecture from the local System
 Administrator. It usually boils down to these three things:

 #1) Respect the privacy of others.
 #2) Think before you type.
 #3) With great power comes great responsibility.

 Password:
 snorri is not in the sudoers file. This incident will be reported.
snorri@rimu:~$
```